# Tebenna agelasta
Tebenna agelasta là một loài bướm đêm thuộc họ Choreutidae. Nó được tìm thấy ở Uganda.